# Maida Arslanagić
Maida Arslanagić (ur. 20 kwietnia 1984 w Banja Luce w Bośni i Hercegowinie), chorwacka piłkarka ręczna, reprezentantka kraju grająca na pozycji lewej rozgrywającej. Obecnie występuje w duńskiej lidze, w drużynie KIF Vejen.
Jest córką Abaza Arslanagica, jugosłowiańskiego szczypiornisty.

## Sukcesy

### klubowe
Mistrzostwa Chorwacji:
- 2004

Puchar Chorwacji:
- 2005, 2007